# Plebejus alaskensis
Plebejus alaskensis är en fjärilsart som beskrevs av Ralph L. Chermock 1944. Plebejus alaskensis ingår i släktet Plebejus och familjen juvelvingar. Inga underarter finns listade i Catalogue of Life.